# Pegloticasa
La pegloticasa es un nuevo medicamento que está indicado para el tratamiento de la gota en aquellos pacientes en los que la enfermedad no responde bien a los tratamientos habituales, existe mala tolerancia a los mismos, o su empleo está contraindicado. Su uso fue aprobado con dichas indicaciones en septiembre de 2010 por la FDA norteamericana y en enero de 2013 por la Agencia Europea de Medicamentos.

## Mecanismo de acción
La pegloticasa es una variedad de la enzima uricasa que no está presente de forma natural en los seres humanos, se trata de una uricasa de origen porcino modificada. Actúa transformando el ácido úrico en alantoína. La alantoína es más soluble que el ácido úrico y se elimina fácilmente a través del riñón. Este mecanismo permite disminuir los niveles de ácido úrico en sangre y por lo tanto facilita la disolución de los tofos gotosos cuando existen.

## Administración
El medicamento se administra por vía intravenosa a una dosis de 8 mg cada 2 semanas durante 6 meses. La infusión debe realizarse durante un periodo mínimo de 2 horas.

## Efectos secundarios
Los principales efectos secundarios descritos consisten en desencadenar un ataque agudo de gota y reacciones de tipo alérgico durante la administración que puede ser graves y manifestarse como urticaria, dolor en el pecho, sensación de asfixia o anafilaxia.

## Química
Pegloticasa es un péptido tetramérico compouesto por cuatro cadenas idénticas, cada una de las cuales contiene alrededor de 300 aminoácidos. La molécula ha sido sometida a un proceso de PEGilación, es decir la unión de péptidos al polietilen glicol para mejorar las propiedades farmacológicas de la sustancia, prolongando su vida media.